# Майкл Лопес
Майкл Лопес (ісп. Michael López, нар. 19 серпня 1997, Буенос-Айрес) — аргентинський футболіст, нападник.

## Ігрова кар'єра
Народився 19 серпня 1997 року в місті Буенос-Айрес. Вихованець футбольної школи клубу «Банфілд», де пройшов усі щаблі аж до основного складу. Дебютував за першу команду 14 жовтня 2017 року в матчі проти «Естудіантеса», замінивши на заміну на 84 хвилині Даріо Цвітаніча. Першою результативною дією відзначився 5 грудня 2017 року в матчі проти клубу «Сан-Мартін», віддавши гольову передачу. Дебютний гол за клуб забив 19 липня 2018 року в матчі Кубка Аргентини клубу «Хенераль Ламадрид». Тим не менш закріпитись у рідній команді Майкл не зумів, провівши два сезони лише 12 матчів чемпіонату. В результаті з початку 2019 грав на правах оренди у складі команд «Дефенсорес де Бельграно» та «Фенікс» (Буенос-Айрес). Після повернення до «Банфілда» у червні 2020 року тренувався з резервною командою.
6 березня 2021 року перейшов до білоруського клубу «Мінськ», за який дебютував того ж дня в матчі Кубка Білорусії проти «Іслочі», вийшовши на заміну на 81 хвилині. Дебютний матч у Вищій лізі зіграв 13 березня 2021 року проти солігорського «Шахтаря», а дебютний гол за клуб забив 17 квітня в матчі проти гродненського «Німану». У матчі 11 червня 2021 року проти мозирської «Славії» записав на свій рахунок дубль, а у наступному матчі 17 червня 2021 року проти «Енергетика-БДУ» знову відзначився 2 забитими голами. завдяки цьому аргентинець був визнаний найкращим гравцем клубу в червні. За підсумком сезону у 27 матчах у всіх турнірах Лопес відзначився 7 голами та 1 результативною передачею, ставши найкращим бомбардиром команди, після чого у грудні 2021 року залишив клуб по завершенню контракту.
13 грудня 2021 року став гравцем фінського клубу «АС Оулу». Дебютував за клуб 29 січня 2022 року в матчі Кубка ліги проти клубу СІК . Дебютував у Вейккауслізі 2 квітня 2022 року в матчі проти клубу ВПС, відзначившись також дебютним голом. Цим м'ячем аргентинець почав гольову серію з 5 голів у 4 матчах, яку закінчив 17 квітня 2022 в матчі проти «Ільвеса», записавши на свій рахунок дубль. У матчі 28 вересня 2022 проти клубу «Марієгамн» знову записав на свій рахунок дубль. За підсумком сезону футболіст став найкращим бомбардиром клубу, відзначившись 11 голами у 33 матчах у всіх турнірах, а також відзначився 3 результативними передачами. Наприкінці жовтня 2022 року футболіст повідомив, що після закінчення контракту залишає клуб. 

## Статистика виступів
Статистика станом на 13 березня 2018 року.

### Статистика клубних виступів
| Сезон             | Команда           | Чемпіонат         | Чемпіонат | Чемпіонат | Національний кубок | Національний кубок | Національний кубок | Континентальні кубки | Континентальні кубки | Континентальні кубки | Інші змагання | Інші змагання | Інші змагання | Усього | Усього | Усього |
| Сезон             | Команда           | Ліга              | Ігор      | Голів     | Ліга               | Ігор               | Голів              | Ліга                 | Ігор                 | Голів                | Ліга          | Ігор          | Голів         | Ігор   | Голів  |        |
| ----------------- | ----------------- | ----------------- | --------- | --------- | ------------------ | ------------------ | ------------------ | -------------------- | -------------------- | -------------------- | ------------- | ------------- | ------------- | ------ | ------ | ------ |
| 2017–18           | «Банфілд»         | ПД                | 7         | 0         | КА                 | 0                  | 0                  | КЛ                   | 0                    | 0                    |               | -             | -             | 7      | 0      |        |
| Усього за кар'єру | Усього за кар'єру | Усього за кар'єру | 7         | 0         |                    | 0                  | 0                  |                      | 0                    | 0                    |               | -             | -             | 7      | 0      |        |

## Титули і досягнення
- Чемпіон Молдови (1):

«Шериф»: 2022-23
- Володар Кубка Молдови (1):

«Шериф»: 2022-23